# Nassim Zazoua Khames
 (août 2021).
Nassim Zazoua Khames (en arabe : نسيم زعزوع خامس) est un footballeur algérien né le 31 mars 1986 à Tlemcen. Il évoluait au poste de milieu gauche.

## Biographie
Il évolue en première division algérienne avec les clubs, du CA Bordj Bou Arreridj, du WA Tlemcen et de l'USM Bel Abbès. Il dispute 53 matchs en inscrivant deux buts en Ligue 1.

## Palmarès
CA Bordj Bou Arreridj
- Coupe d'Algérie :
  - Finaliste : 2008-09.